# Don King: Only in America
Don King: Only in America (br Don King - O Rei do Boxe)  é um telefilme estadunidense de 1997, coescrito por Jack Newfield e Kario Salem dirigido por John Herzfeld, com base no livro "Only in America: The Life and Crimes of Don King" do escritor Jack Newfield.
O filme é estrelado pelo ator Ving Rhames como Don King e conta a história do famoso empresário e promotor de lutas de boxe.

## Sinopse
A trajetória do folclórico promotor de lutas de boxe e empresário de Mike Tyson, desde os anos 1950, em Cleaveland, quando matou um homem em uma briga, passando pelos quatro anos em que esteve preso por matar outro homem, até o sucesso a partir dos anos 1970.

## Elenco
- Ving Rhames...Don King
- Vondie Curtis-Hall...Lloyd Price
- Jeremy Piven...Hank Schwartz
- Darius McCrary... Muhammad Ali
- Keith David...Herbert Muhammad